# Арефьев, Николай Васильевич
Никола́й Васи́льевич Аре́фьев (род. 11 марта 1949, Чаган, Астраханская область) — российский политик, государственный и общественный деятель. Депутат Государственной Думы второго (1995—1999), третьего (1999—2003), шестого (2011—2016) и седьмого (2016—2021) созывов. Член КПРФ. Руководитель регионального отделения КПРФ в Астраханской области с 1997 года. Секретарь ЦК КПРФ с 2004 года. С 27 мая 2017 года член Президиума ЦК КПРФ.
Из-за вторжения России на Украину, находится под санкциями Евросоюза, США, Великобритании и ряда других стран

## Биография

### Происхождение
В 1979 году окончил Астраханский технологический институт рыбной промышленности и хозяйства, в 1990 году — Саратовскую высшую партийную школу по специальности «экономист», в 2001 году — Московскую академию переподготовки кадров по специальности «правоведение».
Два года отработал слесарем, мастером участка Астраханского судостроительного производственного объединения. Далее занимался только партийной деятельностью.

### Политическая деятельность
С 1981 по 1985 год — инструктор, заведующий отделом райкома КПСС, в 1985—1987 — председатель исполкома районного Совета народных депутатов, в 1987—1991 — первый секретарь райкома КПСС, 1991—1993 — председатель районного Совета Советского района г. Астрахани.
С 1994 года по 1996 год — заместитель директора Астраханского судоремонтно-судостроительного завода. Избирался депутатом Астраханского областного Совета народных депутатов, Астраханского областного представительного собрания. Был первым секретарем Астраханского областного комитета КПРФ в 1997—2010 годах..
В 1994 г. избран депутатом Астраханского областного представительного собрания (название Государственной Думы Астраханской области до 2001 г.). Депутат Астраханского областного представительного собрания в 1994—1995 гг.
В 2004 г. во время кризиса в КПРФ (и раскола с участием Г. Ю. Семигина и В. И. Тихонова) поддержал Г. А. Зюганова и 3 июля 2004 года был избран в состав Секретариата ЦК КПРФ.
В 2006 г. возглавлял избирательный список КПРФ на выборах депутатов Государственной Думы Астраханской области. Избран депутатом Государственной Думы Астраханской области по пропорциональной системе, стал заместителем председателя областной Думы и возглавил фракцию КПРФ.
На XIII съезде КПРФ, состоявшемся в Москве 29—30 ноября 2008 года, вновь был избран в состав секретариата ЦК КПРФ.
27 мая 2017 года избран членом Президиума ЦК КПРФ, секретарём ЦК КПРФ.

### Депутат Государственной Думы

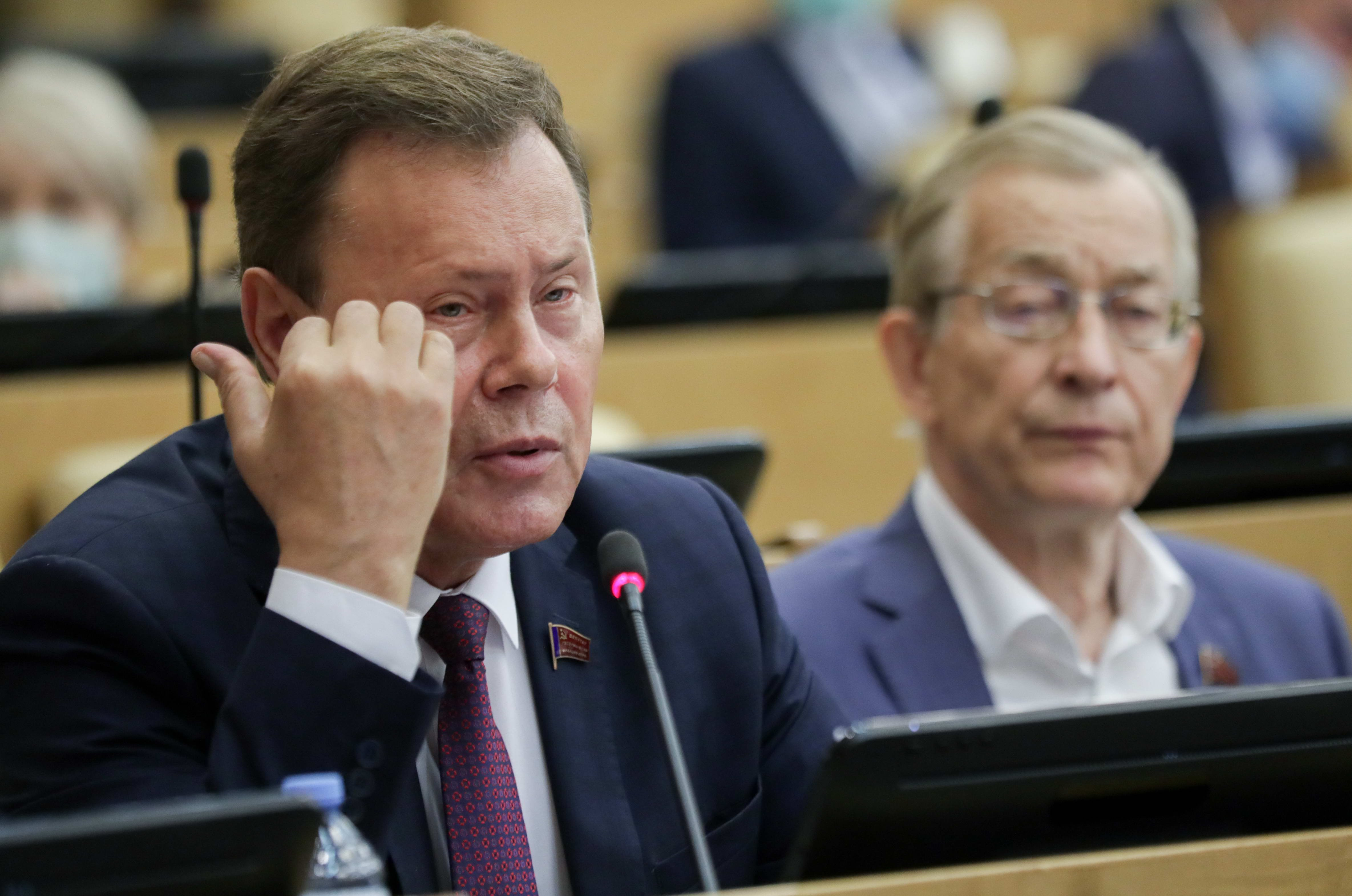
Николай Арефьев на пленарном заседании в Госдуме, 2021 год

С 1995 по 2003 гг. в течение двух сроков — депутат Государственной Думы России. Оба раза избирался по партийному списку КПРФ.
В Государственной Думе РФ второго созыва был членом фракции КПРФ, членом комитета по собственности, приватизации и хозяйственной деятельности, в Государственной Думе третьего созыва — членом фракции КПРФ, заместителем председателя комитета по собственности.
4 декабря 2011 г. избран депутатом Государственной Думы России шестого созыва по партийному списку КПРФ. Член фракции КПРФ, член комитета ГД по экономической политике, инновационному развитию и предпринимательству (заместитель председателя комитета).
В сентябре 2016 г. избран депутатом Госдумы седьмого созыва по партийному списку КПРФ.
В марте 2025 г. заявил: «Да я за одного разорванного ребенка готов всех собачников облить бензином и сжечь».

#### Законопроект Арефьева о Центробанке
Николай Арефьев выступил с законодательной инициативой о ликвидации независимого Центробанка и возрождении Государственного банка России. Закон был разработан совместно с Сергеем Глазьевым.
18 октября 2000 на пленарном заседании Думы отозвал свой законопроект о банке «Банк России», т.к его предложения были включены в более обширный законопроект Президента Путина (отклонён).
Предложения Президента:
- Изменить исключительный гражданско-правовой статус «Банка России» и придать ЦБ статус федерального государственного учреждения, независимого в своей деятельности от других федеральных органов государственной власти;
- Золотовалютные резервы ЦБ именовать золотовалютными резервами России;
- Лишить ЦБ права лицензировать банковскую деятельность;
- Лишить ЦБ права утверждать стандарты банковского аудита и квалификационные требования к аудиторам;
- Передать эти функции Правительству в лице вновь создаваемых специальных органов;
- Условия пенсионного обеспечения и медицинского страхования служащих ЦБ приравнять к условиям, предусмотренным для государственных служащих.[5]

## Законотворческая деятельность
С 1995 по 2019 год, в течение исполнения полномочий депутата Государственной Думы II, III, VI и VII созывов, выступил соавтором 164 законодательных инициатив и поправок к проектам федеральных законов.

## Санкции
23 февраля 2022 года, на фоне вторжения России на Украину, включён в санкционный список Евросоюза, так как «поддерживал и проводил действия и политику, которые подрывают территориальную целостность, суверенитет и независимость Украины, которые ещё больше дестабилизируют Украину».
23 февраля 2022 года, из-за признания самопровозглашённых ДНР и ЛНР, включён в санкционный список Евросоюза, так как «поддерживал и проводил действия и политику, которые подрывают территориальную целостность, суверенитет и независимость Украины, которые ещё больше дестабилизируют Украину».
24 февраля 2022 года, включён в санкционный список Канады «близких соратников режима» за голосование о признании независимости «так называемых республик в Донецке и Луганске».
24 марта 2022 года, на фоне вторжения России на Украину, включён в санкционный список США за «соучастие в войне Путина» и «поддержку усилий Кремля по вторжению в Украину», Госдеп США заявил что депутаты Госдумы используют свои полномочия для преследования инакомыслящих и политических оппонентов, нарушают свободу информации, ограничивают права человека и основные свободы граждан России.
Позднее, по аналогичным основаниям, включён в санкционные списки Великобритании, Швейцарии, Австралии, Японии, Украины и Новой Зеландии.

## Семья
Женат, имеет двоих сыновей .

## Награды
- Благодарность Президента Российской Федерации (11 апреля 2014 года) — за достигнутые трудовые успехи, значительный вклад в социально-экономическое развитие Российской Федерации, заслуги в гуманитарной сфере, укреплении законности и правопорядка, активную законотворческую и общественную деятельность, многолетнюю добросовестную работу[19].
- Благодарность Правительства Российской Федерации (19 декабря 2017 года) — за заслуги в законотворческой деятельности и многолетний добросовестный труд[20].